# 希爾茲維爾 (明尼蘇達州)
希爾茲維爾（英語：Shieldsville）是位於美國明尼蘇達州賴斯縣希爾茲維爾鎮區的一個非建制地區。

## 地理
希爾茲維爾所處的海拔為高於海平面333米（即1093英呎），而該地所採用的時區為UTC-6，即北美中部時區（CST）。同時該地設有夏令時間，為UTC-6調快一小時，即UTC-5（CDT）。